# La Capelle-Bonance
 La Capelle-Bonance  là một xã ở tỉnh Aveyron, thuộc vùng Occitanie ở miền nam nước Pháp.